# Peter Fister (arhitekt)
Peter Fister, slovenski arhitekt, konservator, profesor in publicist, * 16. junij 1940, Celje.

## Življenje in delo
Leta 1964 je z diplomo Rekonstrukcije z uporabo merskega modula in proporcionalnosti na primerih rimskih spomenikov v Šempetru diplomiral na Fakulteti za arhitekturo v Ljubljani, 1972 končal podiplomski študij v Rimu in 1974 doktoriral v Ljubljani z disertacijo Arhitektura protiturških taborov na Slovenskem.  
Kot raziskovalec je v letih 1966 in 1967 delal v Grčiji na École Française d'Athènes ter bil 1971/72 na podiplomskem študiju konzervatorstva na ICCROM v Rimu. Med letoma 1966 in 1974 je bil zaposlen kot arhitekt konservator na Zavodu za spomeniško varstvo v Kranju, kjer je deloval predvsem s ciljem ohranjanja in prenove kulturne dediščine. Tako je ustvaril pogoje, da so bila vsa mestna jedra, še posebej Tržiča, Kranja, Radovljice in Škofje Loke ter vsa vaška naselja s pomembno kulturno dediščino (Kamna Gorica, Šenčur, Železniki itd.) dokumentirana in načrtovana kot najpomembnejši vzorci v slovenskem ter tudi v mednarodnem prostoruPo njegovih načrtih je bila obnovljena vrsta kulturnih spomenikov, med njimi grad Kamen, Finžgarjeva rojstna hiša, Šivčeva hiša s celovito podobo jedra Radovljice itd.
Od 1974 naprej je predaval na Fakulteti za arhitekturo Univerze v Ljubljani, od 1986 kot redni profesor za predmeta »Razvoj (zgodovina) arhitekture« in »Prenova arhitekture in konservatorstvo«. Vzporedno je doslej predaval na dodiplomskem študiju oddelka za etnologijo Filozofske fakultete in na Oddelku za krajinsko arhitekturo Biotehniške fakultete Univerze v Ljubljani. Na podiplomskem študiju je poleg matične fakultete redno predaval še na Fakulteti za gradbeništvo in Oddelku za restavratorstvo Akademija za likovno umetnost in oblikovanje Univerze v Ljubljani, na Fakulteti za arhitekturo v Zagrebu, občasno tudi na drugih univerzah v Italiji in Avstriji.
1978 postal član UNESCO Professional Scheme, 1986 član UNESCO-ve komisije za vzgojo arhitektov-konzervatorjev, v letih 1993-94 je bil član Komisije za varstvo spomenikov pri Svetu Evrope itd.  
Bil je dekan matične fakultete in 1998-2002 prorektor ljubljanske univerze.  
Profesor Fister je utemeljil metodo interdisciplinarnega načrtovanja prenove in varstva stavbne dediščine (Obnova in varstvo arhitekturne dediščine, 1979; Metodologija in modeli revitalizacije starih mestnih in vaških jeder, 1981). V raziskovalnem delu pa se je med drugim posvetil zgodovini stavbarstva (Arhitektura slovenskih protiturških taborov, 1975; Umetnost stavbarstva na Slovenskem, 1986).

## Nagrade in priznanja
- 2008: Steletova nagrada za življenjsko delo
- 2009: zaslužni profesor Univerze v Ljubljani